# 206.
◄ | 2. stoljeće | 3. stoljeće | 4. stoljeće | ►
◄ | 170-ih | 180-ih | 190-ih | 200-ih | 210-ih | 220-ih | 230-ih | ►
◄◄ | ◄ | 203. | 204. | 205. | 206. | 207. | 208. | 209. | ► | ►►
Astronomija • Književnost • Kršćanstvo

## Rođenja
- Trebonijan Gal, rimski car († 253.)

## Vanjske poveznice
|  | Zajednički poslužitelj ima još gradiva o temi 206. |